# Ernst-Grube-Stadion (Riesa)

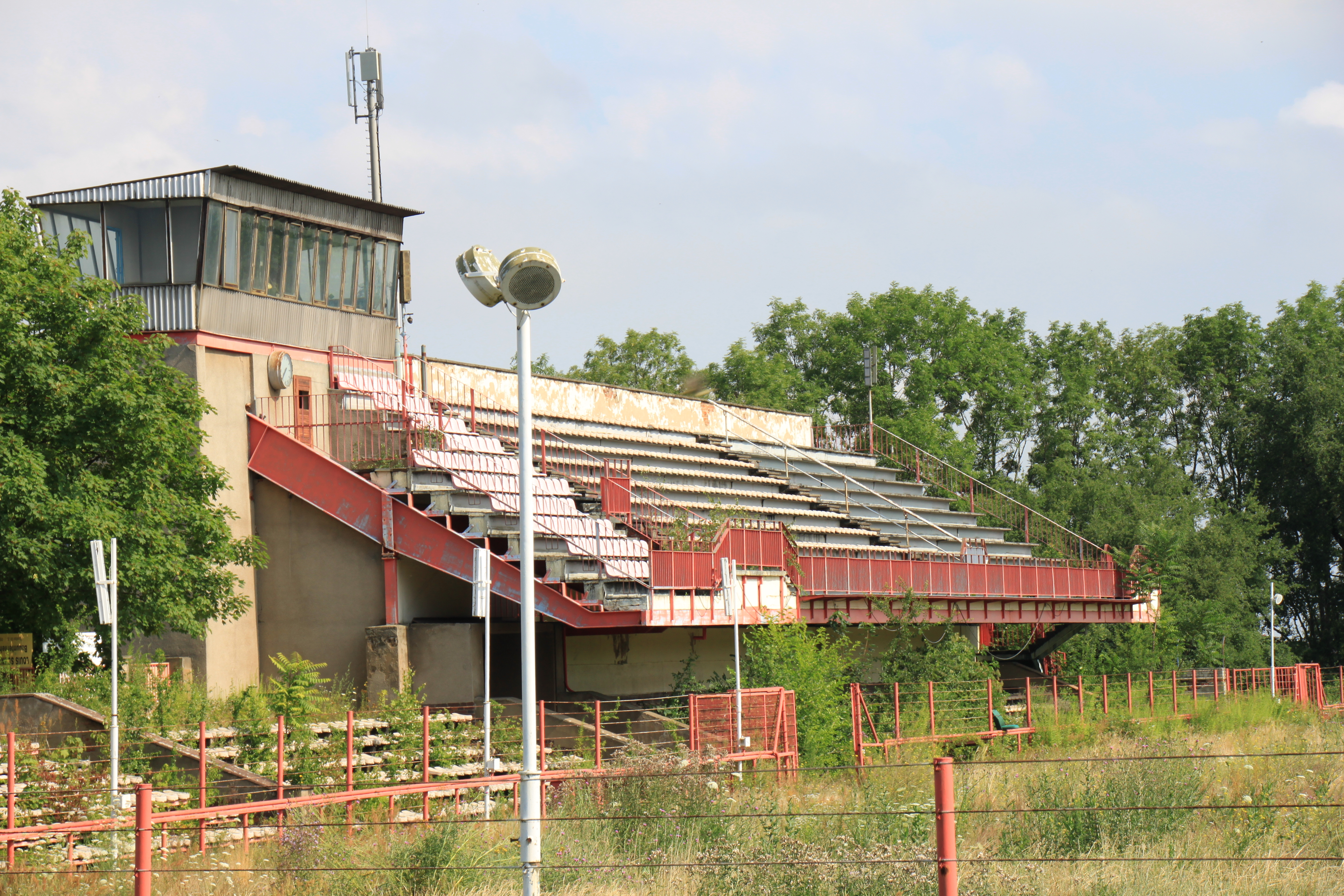
Die Haupttribüne von Süden gesehen

Das Stadion der Stahlwerker "Ernst Grube", kurz Ernst-Grube-Stadion, umgangssprachlich Die Grube, in Riesa war die Spielstätte der BSG Stahl Riesa und der Fußballabteilung des SC Riesa. Das Stadion befindet sich in unmittelbarer Nähe des Bahnhofs Riesa und ist nach dem deutschen Politiker (KPD) und Widerstandskämpfer gegen das NS-Regime Ernst Grube benannt. Der Eigentümer des Stadions ist die Stadt Riesa.

## Geschichte
Der SC bzw. die BSG Stahl Riesa trugen beide in der Zeit der DDR ihre Heimspiele im Stadion der Stahlwerker „Ernst Grube“ (kurz: Ernst-Grube-Stadion) aus, das am 29. Mai 1955 mit über 11.000 Zuschauerplätzen übergeben worden war. Nach dem Aufstieg in die DDR-Oberliga wurde das Stadion im Sommer 1968 auf eine maximale Kapazität von 15.000 Zuschauerplätzen erweitert. „Die Grube“, wie die Fans das Stadion nannten, war bis 2003 Heimspielstätte des dann aufgelösten FC Stahl Riesa 98 und blieb danach jahrelang ungenutzt.

## Gegenwart

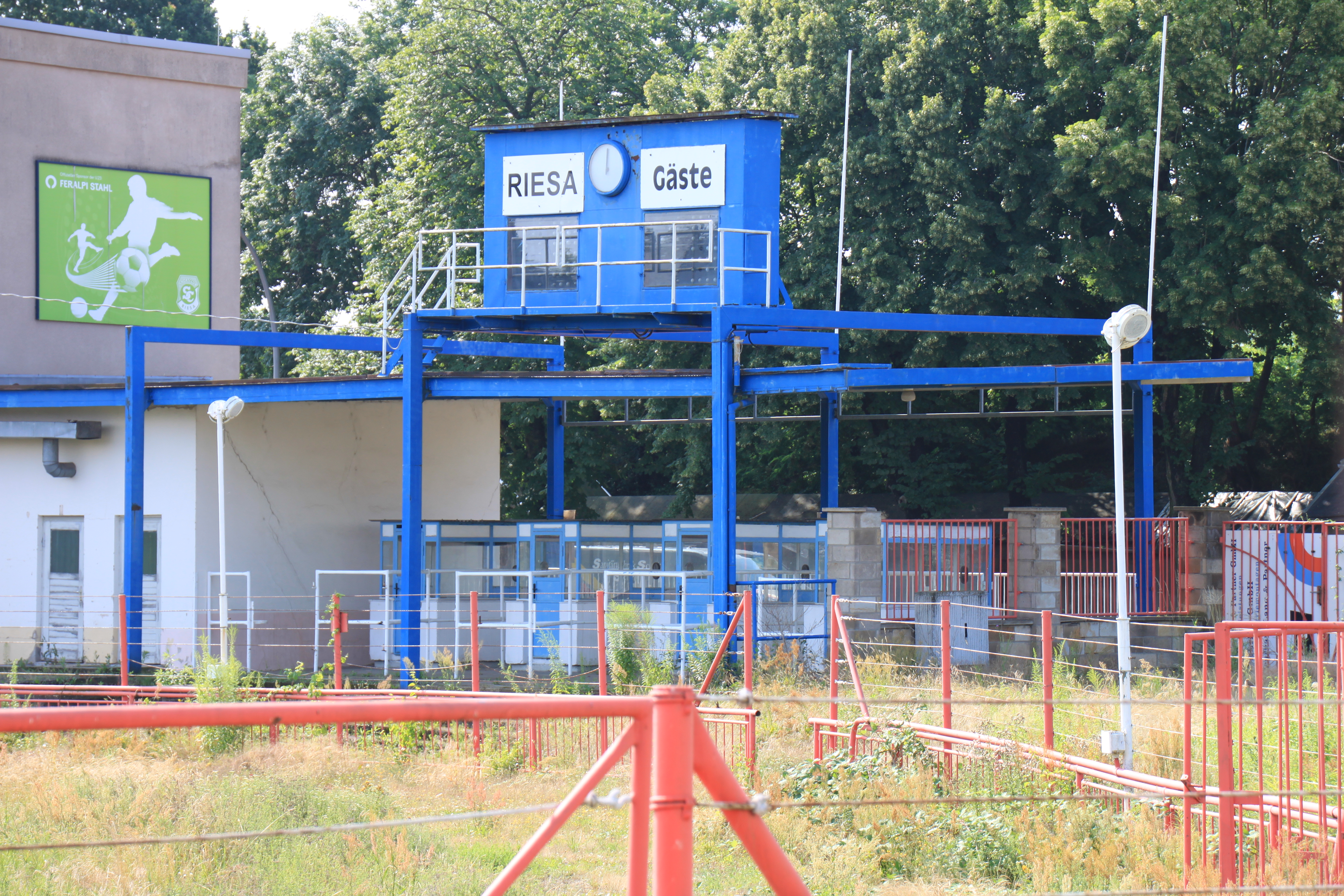
Kassenbereich und Anzeigetafel von Nordwesten gesehen

Nach jahrelangem Leerstand und Verfall ist das Stadion nahezu sanierungsunfähig. Die Kosten für eine Instandsetzung würden mindestens drei Mio. Euro betragen, die die Stadt nicht investieren möchte. Ebenso fehlt eine Genehmigung für den Betrieb. Im Sommer 2016 sollte ein Sportstättenkonzept erstellt und die Zukunft der „Grube“ geklärt werden. Baubürgermeister Tilo Lindner sah keine Perspektive für die Spielstätte und der Abbruch war höchstwahrscheinlich. Eine Bebauung mit Wohnhäusern und Parkplätzen wird seitens der Stadt als Nachnutzung favorisiert.
Am 8. Juni 2024 fand in "der Grube" nach jahrelangem Dornröschenschlaf mal wieder ein offizielles Fußballspiel statt. Organisiert wurde das Freundschaftsspiel zwischen dem SV Stauchitz 47 und dem PSV Braunschweig von Lost Ground Hop, einer Gruppe von Groundhoppern. Das Spiel endete 6:2 vor 999 Zuschauern, was für dieses Spiel die von den Behörden maximal zugelassene Besucherzahl war. Bevor das Spiel stattfinden konnte, war es unter anderen notwendig, den Platz mit 100 Tonnen Erde als bespielbare Fläche herzurichten. Die große Haupttribüne musste während des Spiels wegen Einsturzgefahr gesperrt bleiben. Dies war voraussichtlich das letzte Fußballspiel in dem Stadion.